# Cylinderbank
Cylinderbank betecknar i en förbränningsmotor de cylindrar som ligger i rad med varandra, rör sig samtidigt i samma riktning och dess ventiler påverkas av samma kamaxel/kamaxlar.
Antal cylinderbankar vid respektive motorkonfiguration
- Rak motor – alla cylindrar tillhör samma cylinderbank
- Boxermotor – två cylinderbankar
- V-motor – två cylinderbankar
- W-motor – två, tre eller fyra cylinderbankar – geometriskt tre helt olika lösningar
- H-motor – fyra cylinderbankar
- U-motor – finns två cylinderbankar